# Elbe (Bassa Sassonia)

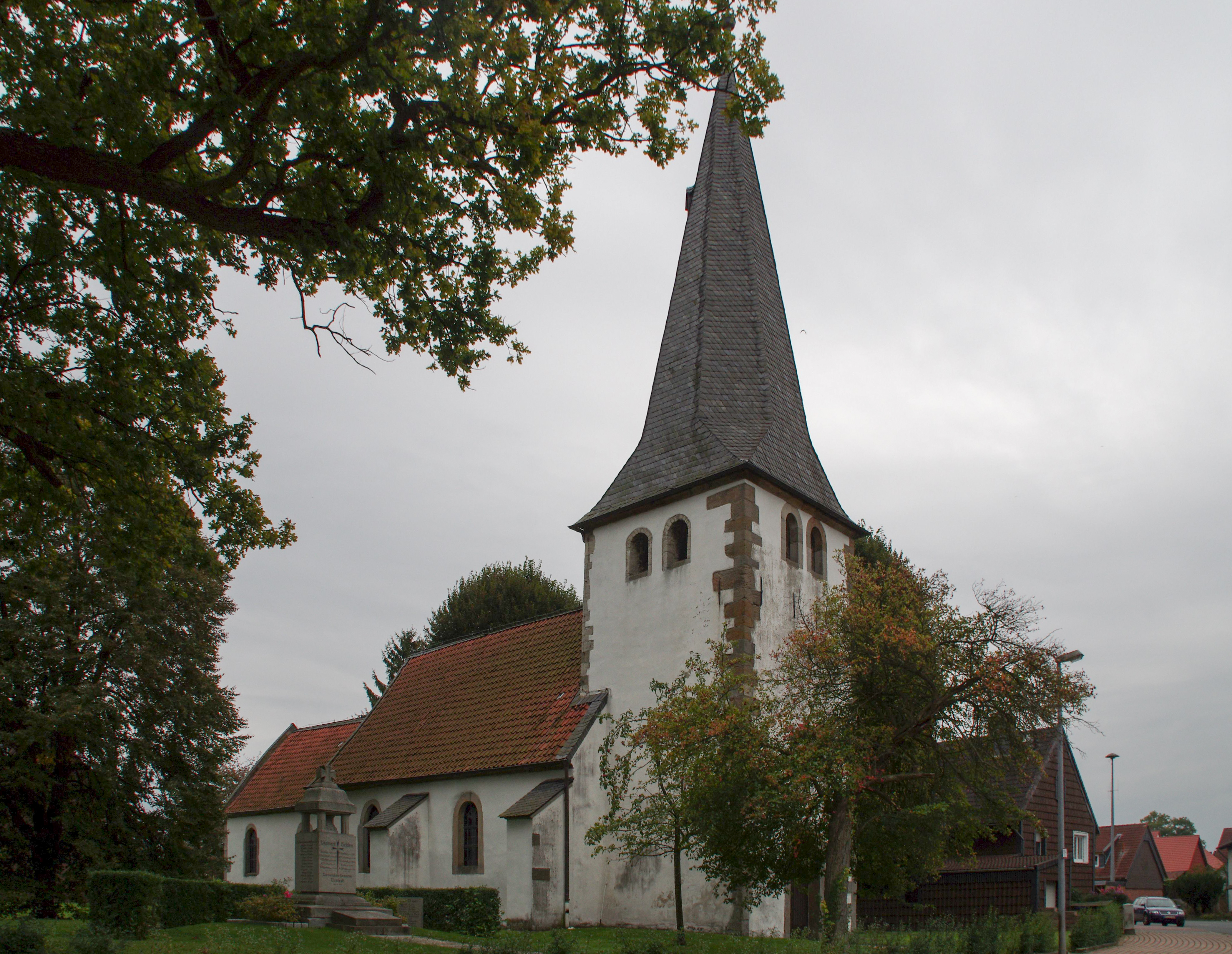
Chiesa Gustedt

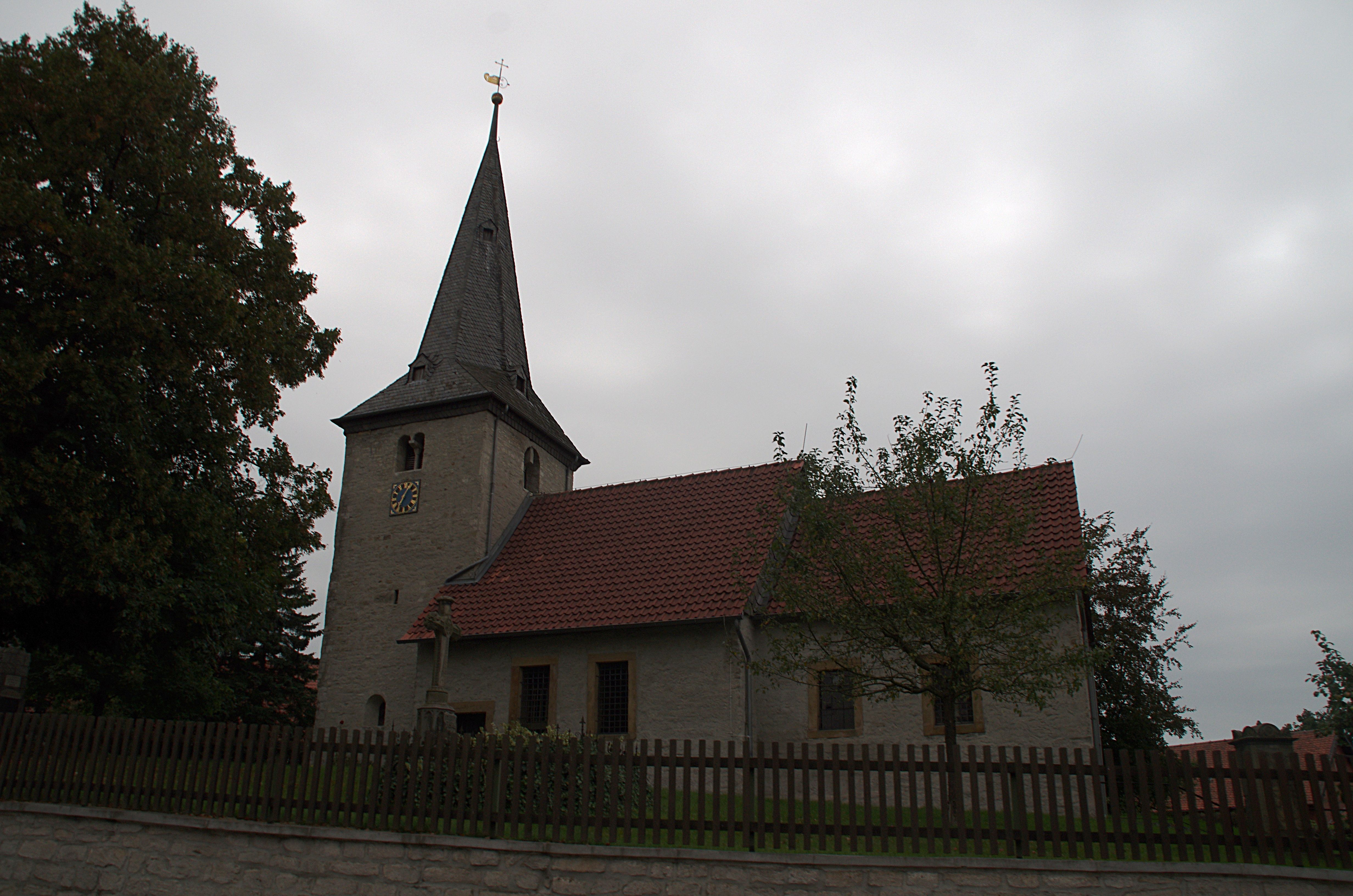
Chiesa Klein Elbe

Elbe è un comune di 1.709 abitanti della Bassa Sassonia, in Germania.
Appartiene al circondario di Wolfenbüttel ed è parte della Samtgemeinde Baddeckenstedt.